# À nos amours
À nos amours (br: A Nossos Amores; pt: Aos Nossos Amores) é um filme francês de 1983, do gênero drama, dirigido por Maurice Pialat.

## Sinopse
Suzanne, uma jovem rebelde em procura pelo 'amor verdadeiro' faz sexo com vários rapazes sem conseguir seriamente se comprometer com algum. Quando o pai abandona a família o fato de Suzanne ter sexo livre com vários homens acaba criando um grande problema entre ela, a mãe a beira de ficar louca e um irmão que se torna cada vez menos compreensivo e mais agressivo.

## Elenco
- Sandrine Bonnaire .... Suzanne
- Maurice Pialat .... o pai
- Evelyne Ker .... a mãe
- Christophe Odent .... Michel
- Dominique Besnehard .... Robert
- Annie-Sophie Maillé .... Anne
- Cyr Boitard .... Luc
- Cyril Collard .... Jean-Pierre
- Jacques Fieschi .... Jacques
- Valérie Schlumberger .... Marie-Franc

## Principais prêmios e indicações
Festival de Berlim 1984 (Alemanha)
- Venceu na categoria de melhor filme (Urso de Ouro).

Prêmio César 1984 (França)
- Venceu nas categorias de melhor filme (junto com Le bal) e atriz mais promissora (Sandrine Bonnaire).
- Indicado na categoria de melhor diretor.